# Lysander Spooner
Lysander Spooner (Athol, 19 gennaio 1808 – Boston, 14 maggio 1887) è stato un filosofo, anarchico, giurista e abolizionista statunitense.
Fu un importante studioso del diritto dell'800, e divenne molto famoso quando con la compagnia postale privata da lui fondata, la American Letter Mail Company, sfidò il monopolio dello U.S. Postal Service costringendo il governo statunitense a eliminare dal mercato la società fondata dallo studioso, e allo stesso tempo ad abbassare le tariffe.

## Biografia
Spooner è stato indubbiamente uno dei più importanti e influenti anarco-individualisti della storia. Basandosi sul diritto naturale, o Scienze della giustizia, egli considerava non solo illegittima, ma anche illegale qualsiasi azione coercitiva nei confronti degli individui o delle proprietà a loro appartenenti.
Spooner sostenne la necessità di incrementare la concorrenza nella società. Da questa sua teoria nacque l'idea di creare la American Letter Mail Company, ossia una compagnia postale in concorrenza con il monopolio statale. Questa sua iniziativa gli causò una serie di attacchi da parte del governo che causarono il suo fallimento, ma allo stesso tempo ottenne un deciso abbassamento delle tariffe statali.

## L'illegittimità dello Stato
Spooner considerava illegittima e illegale la pretesa dello Stato di rappresentare i propri cittadini, perché non è mai stato firmato da ciascun cittadino alcun contratto che prevedesse il trasferimento dell'autodeterminazione da ciascun individuo al popolo e della sovranità dal popolo allo Stato. Quindi, da un punto di vista strettamente legale, secondo Lysander Spooner, ogni stato che eserciti la propria autorità in queste condizioni ha i caratteri dell'organizzazione criminale.
Il fatto che i cittadini si rechino liberamente ai seggi per eleggere dei propri rappresentanti in seno alle istituzioni statali non è paragonabile alla firma di alcun regolare contratto. Infatti, la decisione, da parte di un individuo adulto, di sottomettersi a un'organizzazione come lo Stato nazionale (o a una comunque determinata collettività), è una scelta di una tale gravità che comporta l'avvio di procedure comportanti garanzie, cautele e scadenze almeno pari a quelle tipiche del contratto regolare.
Il pensiero di Spooner è ben esemplificato in questo passo:

## Abolizionismo
Spooner fu un fervente abolizionista, riteneva la schiavitù come la più classica violazione dei diritti di ogni uomo, e certamente la sua critica più forte a questa violazione la possiamo trovare in uno dei suoi più importanti lavori The Unconstitutionality of Slavery del 1846.
I saggi del filosofo su questo tema furono molto influenti all'epoca, tanto da essere inseriti nello statuto del Liberty Party, o da essere spesso menzionati da importanti esponenti dell'epoca come Gerrit Smith e Frederick Douglass.
Nel 1858 pubblicò e fece circolare Plan for the Abolition of Slavery.

## Influenze
Le sue teorie influenzarono fortemente l'anarco-capitalismo, tipicamente americano, e probabilmente alcuni afferenti alla scuola austriaca.
Tra gli autori nei quali possiamo trovare una sua sicura forte influenza è certamente da menzionare Murray N. Rothbard.

## Opere

### Edizioni originali
- The Deist's Immortality, and An Essay On Man's Accountability For His Belief (1834)
- The Deist's Reply to the Alleged Supernatural Evidences of Christianity (1836)
- Constitutional Law, Relative to Credit, Currency, and Banking (1843)
- The Unconstitutionality of the Laws of Congress, Prohibiting Private Mails (1844)
- The Unconstitutionality of Slavery (1845)
- Poverty: Its Illegal Causes, and Legal Cure (1846)
- Illegality of the Trial of John W. Webster (1850)
- An Essay on Trial by Jury (1852)
- The Law of Intellectual Property (1855)
- A Plan For The Abolition Of Slavery (and) To The Non-Slaveholders of the South (1858)
- Address of the Free Constitutionalists to the People of the United States (1860)
- A New System of Paper Currency (1861)
- A Letter to Charles Sumner (1864)
- Considerations for Bankers, and Holders of United States Bonds (1864)
- No Treason: The Constitution of No Authority (1870)
- Forced Consent (1873)
- Vices Are Not Crimes: A Vindication of Moral Liberty (1875)
- Our Financiers: Their Ignorance, Usurpations and Frauds (1877)
- Gold and Silver as Standards of Value: The Flagrant Cheat in Regard to Them (1878)
- Natural Law, or the Science of Justice (1882)
- A Letter to Thomas F. Bayard (1882)
- A Letter to Scientists and Inventors, on the Science of Justice (1884)
- A Letter to Grover Cleveland, on His False Inaugural Address, The Usurpations and Crimes of Lawmakers and Judges, and the Consequent Poverty, Ignorance, and Servitude of the People (1886)

### Edizioni italiane
- Lysander Spooner, La costituzione senza autorità, Il Nuovo Melangolo, Genova 1997
- Lysander Spooner, I vizi non sono crimini  (contiene: Vices Are Not Crimes, Natural Law, No Treason), Liberilibri, Macerata 1998

### Opere online
- Essay On The Trial By Jury, su gutenberg.net. URL consultato il 6 dicembre 2007 (archiviato dall'url originale il 18 febbraio 2004).
- "To the Non-Slaveholders of the South: A Plan for the Abolition of Slavery" (1858)
- Vices Are Not Crimes: A vindication of Moral Liberty (1875)
- No Treason (1867 – 1870)
- No Treason: The Constitution of No Authority[collegamento interrotto] formato MP3
- Natural Law, or the Science of Justice Archiviato il 6 agosto 2006 in Internet Archive. (1882)
- "A Letter to Thomas F. Bayard: Challenging His Right - And that of All the Other So-Called Senators and Representative in Congress - To Exercise Any Legislative Power Whatever Over the People of the United States" (1882)
- The Unconstitutionality of Slavery (1860)
- The Law of Intellectual Property: or an essay on the right of authors and inventors to a perpetual property in their ideas (1855)